# 张柱 (1968年)
张柱（1968年2月—），宁夏同心人，中华人民共和国政治人物；现任中共新疆维吾尔自治区党委副书记、自治区党委党校（行政学院）校长（院长）、中共乌鲁木齐市委书记。

## 生平
1988年10月，加入中国共产党；1989年，毕业于西北农业大学植物保护系植物保护专业。供职于宁夏回族自治区农业厅。2007年8月，任宁夏回族自治区农牧厅副厅长。2011年4月，任宁夏回族自治区固原市委副书记。8月，任宁夏回族自治区固原市委副书记兼政法委书记。2012年，任宁夏回族自治区农牧厅党组书记。2013年1月，任宁夏回族自治区农牧厅厅长。2015年4月，任宁夏回族自治区中卫市委书记。5月，任中卫市委书记、市人大常委会主任。2015年6月，任中共宁夏回族自治区党委常委，中卫市委书记、市人大常委会主任。2017年6月，任中共宁夏回族自治区党委常委、固原市委书记。2021年2月，改任银川市委书记，不再兼任固原市委书记。
2021年9月，调任中共新疆维吾尔自治区党委常委、组织部部长、自治区党委党校（行政学院）校长（院长）。2023年12月，升任新疆维吾尔自治区党委副书记。2024年5月不再兼任自治区党委组织部部长。2024年8月兼任乌鲁木齐市委书记。